# Faustball-Europameisterschaft der Frauen 2004
Die 7. Faustball-Europameisterschaft der Frauen fand am 21. und 22. August 2004 in Seebergen (Deutschland) statt. Deutschland war zum zweiten Mal Ausrichter der Faustball-Europameisterschaft der Frauen.

## Ergebnisse und Tabelle
Spielergebnisse
| 21.08.2004 | Deutschland | – | Schweiz     | 2:0 | (20:17, 20:18)        |
| 21.08.2004 | Österreich  | – | Schweiz     | 1:2 | (13:20, 20:16, 13:20) |
| 21.08.2004 | Österreich  | – | Deutschland | 1:2 | (12:20, 20:16, 13:20) |
| 22.08.2004 | Deutschland | – | Österreich  | 2:1 | (18:20, 20:14, 20:16) |
| 22.08.2004 | Schweiz     | – | Österreich  | 2:0 | (20:16, 20:16)        |
| 22.08.2004 | Deutschland | – | Schweiz     | 0:2 | (16:20, 14:20)        |

## Platzierungen
| Rang | Land        |
| ---- | ----------- |
| 1.   | Schweiz     |
| 2.   | Deutschland |
| 3.   | Österreich  |